# 上巴迪布
上巴迪布（英語：Upper Baddibu）是西非國家甘比亞北岸區轄下的6個縣之一。根據甘比亞政府於2003年所作的人口普查結果顯示，居住於上巴迪布的總人口數為55370人。